# Santo Antônio do Leverger
Santo Antônio do Leverger est une municipalité brésilienne située dans l'État du Mato Grosso.
Elle doit une partie de son nom à Auguste Leverger (1802-1880), un Malouin qui fut à trois reprises président de l'État du Mato Grosso. 